# María Bruguera Pérez
María Bruguera Pérez (Jerez de los Caballeros, 6 novembre 1913 - Madrid, 26 desembre, 1992) va ser una militant llibertària i feminista espanyola. Va patir la repressió franquista.
Filla de Antonio Bruguera Mendo o Mendoz (el seu avi Tomàs Bruguera Sala d'origen català de Palafrugell) i Elisa Pérez Moreno, tenia un germà anomenat Antonio. El seu pare, treballador del sector dels taps de suro, que tenia profundes conviccions llibertaries i sindicalistes, va ser el president de la Casa del Pueblo de Jerez. Maria Bruguera va anar l'escola fins als nou anys, va aprendre a brodar, com la seva mare, i va ajudar en la botiga familiar de queviures. Ben aviat es va unir a les Joventuts Llibertàries i va recórrer la província de Badajoz amb al grup de teatre femení Ni Diós ni amo.
Arran del cop d'estat del 18 de juliol de 1936, el seu pare, el seu germà i el seu company Francisco Torrado Navarro, que el 1932 havia sigut un dels fundadors de les Joventuts Llibertàries, van participar en el Comité de defensa de la República fins que, el 21 setembre 1936, Jerez va ser totalment ocupada per l'exèrcit franquista.
La família Bruguera-Torrado, fugint de les tropes sollevades, va formar part del gran flux humà que es va dirigir cap a la frontera hispano-portuguesa, tancada ben aviat per ordre del dictador Antonio de Oliveira Salazar.
Sense poder tornar a Jerez, es van refugiar en un chozo (cabana de pedres i branques) en un terreny propietat dels pares de Francisco Torrado on, el 8 juny 1937, Maria va donar a llum el seu fill Floreal. El novembre 1937, les patrulles de la Guardia Civil van descobrir l'amagatall. El seu germà Antonio i el seu pare van poder fugir i es van unir als combatents republicans del front, Francisco Torrado i la seva sogra, Elisa Pérez, van ser afusellats i Maria Bruguera, empresonada amb el fill de pocs mesos. Al cap de poc, Antonio Bruguera, el pare, va ser capturat al front de Badajoz i afusellat el 17 novembre 1939.
Maria Bruguera va ser traslladada a l'hospital de Jerez i després a la presó de Badajoz amb el nen, que li van deixar alletar durant nou mesos, fins que va ser entregat a la família paterna.
Sotmesa a un Consell de guerra, Bruguera va ser condemnada a la pena de mort, commutada per 30 anys de presó, que van  redimir, en part,  amb el treball de costura i brodats. El seu fill va ser batejat i registrat amb el nom de Francisco, segons la nova llei que exigia que tothom tingués un nom del santoral catòlic. Després d'un periple per les presons de Badajoz, Presó de les Oblates de Tarragona, Salamanca, Valladolid, Presó Central de Saturrarán i Santander, va ser traslladada a la Presó de dones de Ventas, on va contactar amb les germanes Lobo i Maria Carrión. Va sortir en llibertat el 1946.

## Alliberament i activitats polítiques
Bruguera va ser alliberada el 1946, després de vuit anys i un mes. Va recuperar la custòdia del seu fill i va trobar el seu germà, Antonio, també empresonat, que havia obtingut la llibertat uns mesos abans. Tots dos van llogar un petit pis a Madrid i aviat van reprendre les seves activitats polítiques a la clandestinitat. Maria Bruguera va iniciar una relació amb l'anarquista Aureliano Lobo amb el qual va conviure fins a la seva mort el 1976.
La legalització de la CNT es va produïr el 1977. Bruguera va organitzar el Comitè de Salut de la CNT i juntament amb María Carrión i les germanes Lobo es va implicar en una nova versió de Mujeres Libres. A la dècada de 1980, la CNT es va dividir, Bruguera es va alinear amb els escindits i va militar en el gremi sanitari. Va liderar la branca feminista a l'avantguarda de la fundació de la revista Mujeres Libertarias. Van publicar-ne la primera edició  a Madrid el 1986. La revista va representar la segona onada de teoria feminista.
Després de la seva mort, el 26 de desembre de 1992, per causes naturals, el seu cos va ser incinerat i les cendres dipositades en el cementiri de l'Almudena de Madrid, en una cerimònia on va ser reconeguda la seva lluita. El 1993 li va ser dedicat el núm. 14 de Mujeres Libertarias, una dels darrers, abans que deixés de publicar-se.